# Regno di Caer Guendoleu

Caer Guendoleu in origine faceva parte del reame nordico dell'Y Gogledd Hen. In seguito alla disgregazione di questo stato, divenne un regno indipendente, sul quale sembra che abbia all'inizio dominato Ceidio, figlio di re Einion dell'Ebrauc (figlio di re Mor dell'Y Gogledd Hen). Dopo la morte di quest'ultimo, il regno fu diviso tra i figli Eliffer (che prese per sé l'Ebrauc) e Ceidio (a cui andò la regione a nord del Solway). 
L'indipendenza del regno non durò a lungo. Quando il figlio di Ceidio, Gwenddoleu, morì nella battaglia di Arfderydd (573), suo cugino, re Urien del Rheged, assunse il controllo del Caer Guendoleu. Urien lo diede ai suoi fratelli e probabilmente il Caer Guendoleu divenne un regno dipendente del Rheged.
Quando il Rheged settentrionale passò nelle mani della Northumbria (VII secolo), il Caer-Guendoleu fu inglobato dallo Strathclyde, entrando a far parte di quei conosciuti come Cumbria. 

## I sovrani
- Ceidio ap Einion ca. 505-ca. 550
- Gwenddoleu ap Ceidio ca. 560-573
- Llew ap Cynfarch 573-ca. 616 e Arawn ap Cynfarch 573-ca. 616 - fratelli di Urien
- Arawn ap Cynfarch ca. 616- ca.630 probabilmente regnò da solo.